# Cassia Sharpley
Cassia Sharpley (Vinduque, 25 de novembro de 2000) é uma modelo e rainha da beleza da Namíbia, vencedora do concurso Miss Namíbia 2022. Ela representará a Namíbia no Miss Universo 2022.

## Biografia
Sharpley nasceu e cresceu em Vinduque. Ela frequentou a Academia Cristã das Águias e está trabalhando como paramédica de suporte básico de vida e cursando um bacharelado em atendimento médico de emergência na Universidade de Ciência e Tecnologia da Namíbia em Vinduque.
Sharpley começou sua carreira em concursos de beleza ainda adolescente em 2017, ela se juntou ao Miss Teen Namibia 2017, onde ficou em 5º lugar. Em 23 de junho de 2018, ela representou a Namíbia no Miss Teen Continents 2018 no South Point Hotel and Casino em Las Vegas, Nevada, Estados Unidos e competiu contra outras oito candidatas. Ela não foi colocada na semifinal, mas ganhou o prêmio Melhor em entrevista.
Em 12 de agosto de 2022, Shikongo competiu contra 12 outras finalistas no Miss Namíbia 2022 no Windhoek Country Club Resort and Casino em Vinduque. Ela conquistou o título e foi sucedida por Chelsi Shikongo. Ela representará a Namíbia no Miss Universo 2022.